# Баймурзино (Мишкинский район)
Баймурзино (баш. Баймырҙа, мар. Ардаш) — деревня в Мишкинском районе Республики Башкортостан Российской Федерации. Административный центр Баймурзинского сельсовета.

## География
Стоит у реки Кынгыр.

### Географическое положение
Расстояние до:
- районного центра (Мишкино): 38 км,
- ближайшей ж/д станции (Загородная): 110 км.

## История
На 1906 год деревня Баймурзина при реч. Кынгыр, на просёлочной дороге входила в Чураевскую волость (Полный алфавитный список всех населенных мест Уфимской губернии / Изд. Уфим. губ. стат. ком. под ред. секр. Ком. А. П. Лобунченко. — Уфа, 1906).

## Население
| 2002 | 2009 | 2010 |
| ---- | ---- | ---- |
| 579  | ↗601 | ↘587 |

### Национальный состав
Согласно переписи 2002 года, преобладающая национальность — марийцы (99 %).

## Инфраструктура
Личное подсобное хозяйство с зоной сельскохозяйственного использования, индивидуальная застройка усадебного типа.
Основа экономики — сельское хозяйство.
Отделение почтовой связи № 452353. Школа.
К 1906 году были зафиксированы 2 бакалейные лавки, 3 водяные мельницы, министерская школа (Полный алфавитный список всех населенных мест Уфимской губернии / Изд. Уфим. губ. стат. ком. под ред. секр. Ком. А. П. Лобунченко. — Уфа, 1906).

## Транспорт
Остановка общественного транспорта «Баймурзино».

## Известные уроженцы
- Ибулаев Борис Илинбаевич (1934—1995) — советский государственный и партийный деятель, деятель сельского хозяйства.  Заслуженный работник сельского хозяйства РСФСР (1985).